# 銷售時點情報系統
銷售時點情報系統（英語：point of sale，缩写，在歐洲又簡稱，即），是一種廣泛應用在零售業、餐飲業、旅館等行業的電子系統，主要功能在於統計商品的銷售、庫存與顧客購買行為。業者可以透過此系統有效提升經營效率，可以說是現代零售業界經營上不可或缺的必要工具。但由於POS應用不斷擴大，現時許多廠商已將英文改稱為（服務式端點銷售系統）。
亦有人主張，凡是有一種有系統的方法或流程，可以記錄當天每筆交易，例如：何時？由誰？賣什麼東西？賣給誰？那個消費者的分類等等，經一個方法可以快速彙整成未來銷售或進貨等決策依據，這套系統，也可以算是一種POS系統。

## 傳統零售業的經營方式
過去傳統的零售業者並沒有一個好的工具可以統計商品的庫存，特別是無論哪一種商店的商品都動輒上千上萬種，無論在訂貨與庫存管理上都難以掌握，商家為了瞭解自身的庫存狀況，還必須浪費大量人力去盤點商品的數量，一些大型的零售業者為了管理的方便，往往要設計許多複雜的表格，導致成本上升經營無效率。

## 系統概述

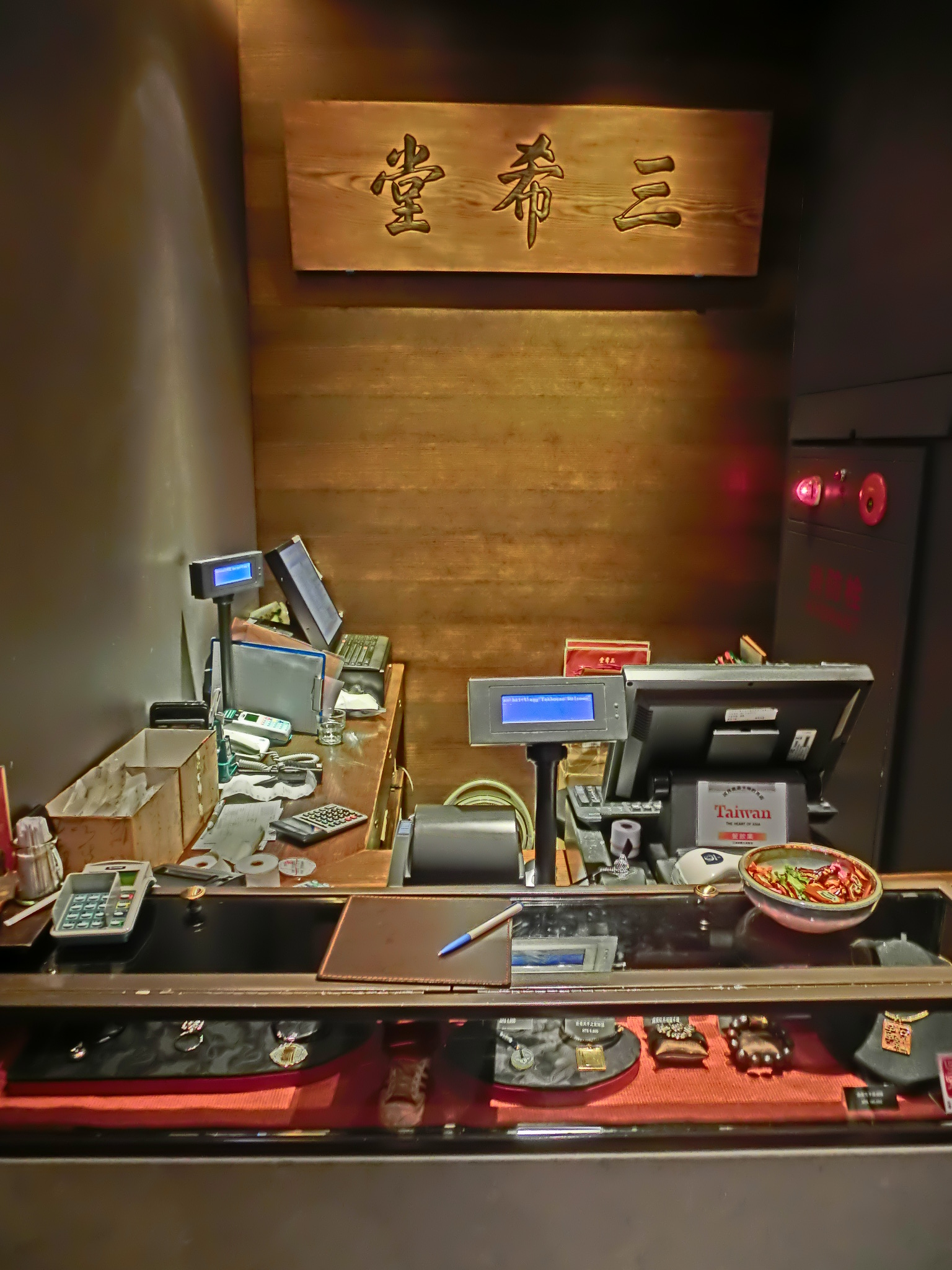
國立故宮博物院三希堂茶館的POS

隨著電腦系統的進步，零售業界開始嘗試使用電腦來管理店面的商品，在1970年代商品的條碼規格確立，製造商在商品出廠時直接印製條碼，而店家便可以利用此條碼來管理商品，這便是POS系統的主要功能。過去收錢、算錢行業是用算盤，一直到目前用到電子收銀系統（Electronic Cash Register；ECR），也就是1個錢箱配上幾個按鈕，每當收錢時會聽到叮叮聲的收錢、算錢系統，又稱為第一代及第二代POS系統。
到了第三代POS系統，便開始導入了個人電腦功能，利用個人電腦的結構來做檔案的處理、庫存及客戶資料的管理、刷卡、驗證等。第三代POS系統最常見到的是分離式架構，即一台個人電腦主機加上小型顯示器、印表機、錢箱及POS鍵盤等，不過也有將前述設備包裝在一個機櫃裡，為整合式機體。
第三代POS系統已開始跨到個人電腦領域，因軟體採用微軟Windows架構，所以有軟體開發平台很完整，程式設計師可在Windows的開放式平台下來開發應用程式，包括網路、伺服器連結程式等，免除過去ECR在封閉式平台下，可開發程式有限的瓶頸。而第四代POS系統是擁有觸控螢幕多功能一體機（Touch POS），現已成為市場主流。
POS系統雖是1台PC，但由於不需做影像及文字處理，所以也不需強大的繪圖卡（VGA）及高速的處理器，不過應用的環境在餐廳等區域，所以需要防水、防震等要求。
POS系統除了電腦軟體外，通常要具備下列的硬體設備：收銀機、電腦主機、雷射掃描器、印表機、客戶顯示器，此外不同的零售業者為了管理的方便也會個別採用許多不同的裝置，例如：PDA或是其他特殊規格的手持式裝置，通常也具備網路以隨時傳輸資訊至企業總部。
當顧客結賬時，商家透過雷射掃描器閱讀條碼，此資料可以提供收銀機商品資訊，透過此資訊收銀機可以計算價格，而電腦主機便可統計商品的銷售狀況，有些業者還會順便要求職員輸入顧客的資訊，例如：年齡、性別等，也可以結合信用卡、會員卡等等來管理顧客資訊，從而可以瞭解顧客的行為，提供業者經營上的資訊。
POS系統通常與電子訂貨系統（EOS系統，Electronic Ordering System）、電子數據交換及電腦會計系統相結合，可以給業者帶來莫大的效益。
目前市面大都使用客戶端伺服器模式來處理POS所蒐集的資料，再透過網路傳輸回總部或公司，這模式大都是以分散資料庫來處理，因此各點的資料與總部之間的數據如何傳遞與整合是困難點之一，因此另亦有朝網路應用程式方向開發的WebPOS發展，其最大不同是資料庫只有一個，各點透過網路瀏覽器運行POS系統，可以降低建置的成本，但困難點在於網路的穩定度會影響運作，且過度集中的資料庫會有運行上的風險。

## 系統應用
最早POS系統的功能主要是利用條碼提供一種快速結賬的方式，減少店員以人工登錄商品價錢造成的錯誤，但也因此POS系統可以透過電腦快速的統計商品的銷售，再加上與電子訂貨系統的結合，便可以快速提供業者各種商品的銷售狀況、庫存狀況，甚至可以提供不同顧客群的購買行為分析，從而可以讓業者更有效率的瞭解顧客的消費傾向、有效排除滯銷的商品，提供做為未來商品開發的參考。
以日本便利商店業者來說，管理者可以輕易透過POS系統瞭解過去各商品每日甚至每小時的銷售狀況，甚至不用實際清點數量便可以知道店內商品的庫存數，POS系統甚至還與天氣預報結合，也一併提供來自公司總部的各種商品最新訊息，管理者可以透過手持式的裝置或是電腦得到這些數字，分析與預測未來可能的銷售狀況，從而作為訂貨的參考，如此可以減輕不必要的庫存壓力，也可以有效的掌握顧客動向，進而提高銷售額。同時POS系統所收集的顧客消費資訊，可結合顧客關係管理系統，進一步達到一對一的銷售服務。由於系統的功能多樣化，除了零售商，一般餐飲業甚至旅館業者也紛紛導入使用。由2011開始, POS已發展至使用Android及iPhone, iPad,將POS行業推至更新更快捷

### 北美
北美地區已大量使用銷售時點情報系統，在各大超市內，更有全自動收銀系統，在完全不經收銀員的情況下可以完成收銀工作。由於歐美人力成本高昂，特別是歐洲的零售業與交通業是採用無人自助收銀系統最普及的區域。在今天，德商德利多富（Wincor-Nixdorf）的無人自助收銀系統擁有全歐洲最高的佔有率。

### 台灣
台灣第一個導入銷售時點情報系統的是已經結束營業的安賓超商，但當時因為條碼系統在台灣並不普遍，導致導入失敗。在1987年時任頂好超市資訊經理邵仲明開始規畫POS系統，台灣的最早的POS系統商宣揚電腦在1990年時，即開始與日本東怡7-11合作enPOS系統規劃BSMS，之後台灣的統一超商（7-11）於1993年開始規劃1994年開始測試，1996年全面完成導入，也成為台灣第一個導入銷售時點情報系統的大型企業，目前台灣各大小零售業甚至部分較具規模的餐飲業都已經普遍採用銷售時點情報系統。

### 未來發展
POS原為銷售時點情報系統(Point Of Sales Management System)僅以銷售情報做為商店的資訊分析與決定支持,因IOT技術成熟及未來5G時代來臨, 傳統的銷售時點系統進化為以消費者價值為中心的Point Of Service System)，如店外的一些視覺辨識或人流掃瞄蒐集，進店時的KIOSK為會員或申請會員的各種消費前服務,甚至進店的其它服務系統等.
O2O是零售的未來發展，將網上店及零售店結合管理。結合網上商店及零售舖管理系統，協助一般企業輕鬆、有效地管理及處理日常營運業務。其獨有功能可管理網上商店、銷售、採購、會計、貨倉、零售、生產及物流，更可隨時網上查閱公司的貨存量或財政狀況等，猶如聘請了一個萬能員工，有效地解決人手短缺問題，從而助企業降低營運成本、提升競爭力及增加營業額。
所謂O2O就是online to offline，也就是說將線下商務的機會與互聯網結合在了一起，讓互聯網成為線下交易的前臺。這樣線下服務就可以用線上來攬客，消費者可以用線上來篩選服務，還有成交可以線上結算，很快達到規模。最重要的是：推廣效果可查，每筆交易可跟蹤。在国内市场可行性有待考察。
O2O商務的關鍵是：在網上尋找消費者，然後將他們帶到現實的商店中。它是支付模式和為店主創造客流量的一種結合（對消費者來說，也是一種“發現”機制），實現了線下的購買。它本質上是可計量的，因為每一筆交易（或者是預約）都發生在網上。這同目錄模式明顯不同，因為支付有助於量化業績和完成交易等。現在也出現了在之前模式之外的另外一種模式，它類似於O2O，又區別于O2O。它和O2O模式的區別即是線上下消費。通過網站瞭解相關資訊後，再到線下的商家去消費。消費者可在簡單的瞭解之後再決定消費與否或在體驗之後再支付。近年以有解決方案是為O2O的模式而設計。
隨著射頻識別即RFID（全名為Radio Frequency IDentification）技術的發展，現在有越來越多的零售商開始著手測試利用RFID技術的可能性。

### 行動銷售時點情報系統

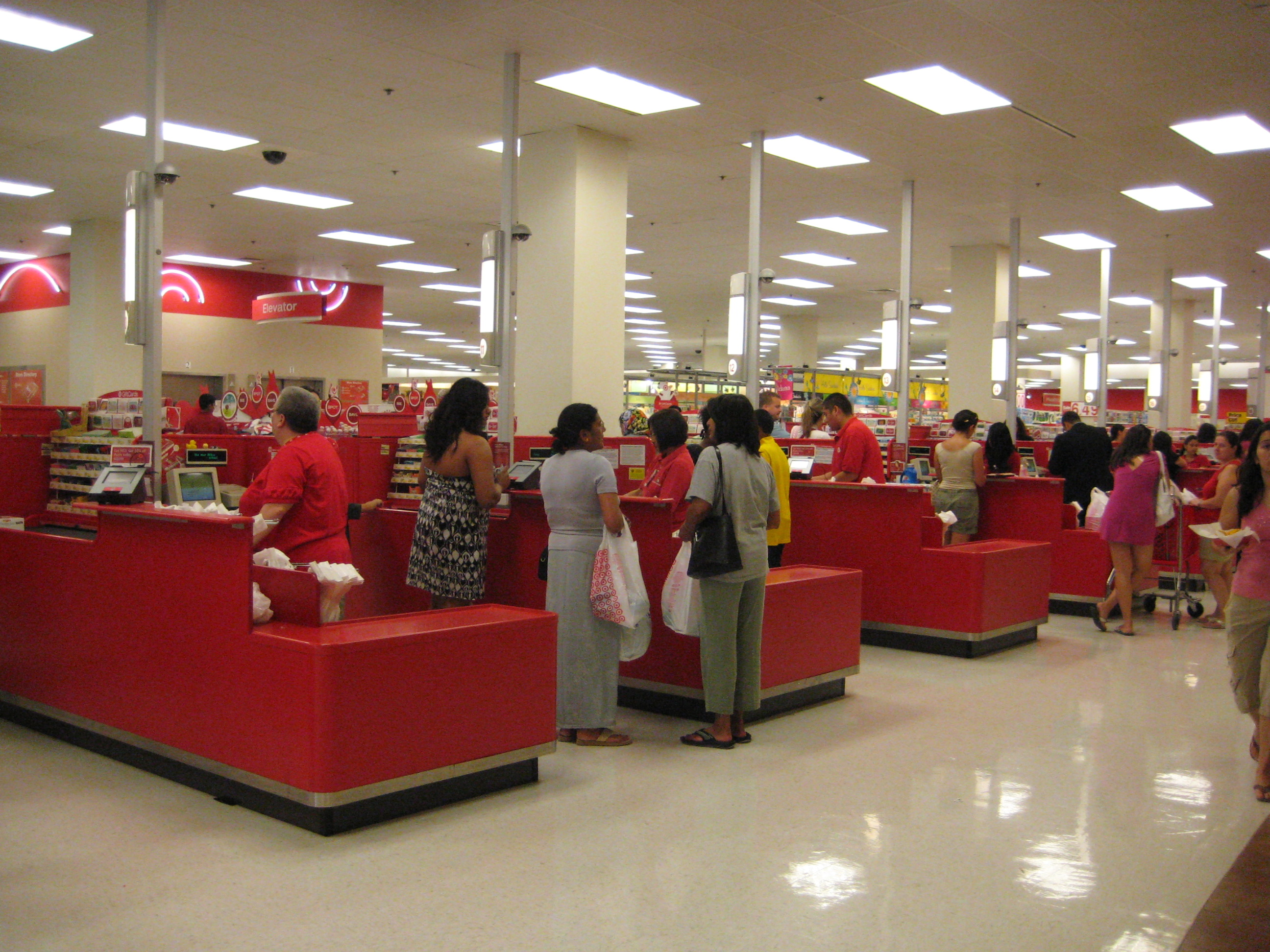
位於「Target」量販店中的銷售時點情報系統。

行動銷售時點情報系統(mobile point of sale，mPOS) ，透過智慧型手機、平板電腦或無線裝置來執行收銀機和電子銷售時點情報系統終端的功能。mPOS一般運用於運用於服務業和銷售產業，透過應用程式(app)的安裝，可以讓任何的智慧型手機或平板執行收銀機的功能。根據軟體的不同，mPOS系統可以運作成獨立的設備，並且允許將交易資料儲存於雲端，防止資料儲存於設備當中可能造成的遺失風險。目前的行動銷售時點情報系統主要有：ume創科系統、PayPal、宣揚電腦的new2POS、new2DC、new2ECR、Posky、WEIBY微碧智慧店面、QLiEER 客立樂 POS、肚肚dudoo、iCHEF、LAVU、Square、Intuit、VeriFone。